# James B. Donovan
James Britt Donovan (Nova York, 29 de fevereiro de 1916 - 19 de janeiro de 1970) foi um advogado americano, oficial da Marinha dos Estados Unidos e negociador político.
Donovan é mais conhecido por negociar a troca do capturado piloto americano U-2 Francis Gary Powers pelo espião russo Rudolf Abel e a troca de 1 113 prisioneiros cubanos após a fracassada Invasão de Baía dos Porcos, em Cuba, por US$ 53 milhões em comida e remédios, vindos de doações privadas e outras companhias.

## Vida e Carreira
Em 1950, Donovan tornou-se sócio do escritório de advocacia de Nova York Watters e Donovan. Em 1957 ele defendeu o espião soviético Rudolf Abel, depois de muitos outros advogados se recusarem. Donovan perdeu o julgamento, mas foi novamente perante o tribunal para argumentar contra uma possível sentença de morte e ganhou. De 1961 a 1963, Donovan foi vice-presidente do Conselho de Educação de Nova York, e de 1963 a 1965 ele foi Presidente.
Em 1962 foi o mediador da troca entre Rudolf Abel e o piloto americano Francis Gary Powers, tendo obtido êxito nessa troca, ocorrida na manhã de 10 de fevereiro sobre a ponte Glienicke, que une a Alemanha Oriental à Alemanha Ocidental. Em junho de 1962, Donovan foi contatado pelo exilado cubano Pérez Cisneros, que lhe pediu para apoiar as negociações para libertar os 1 113 prisioneiros da fracassada Invasão da Baía dos Porcos. Poucos meses depois desse contato entre Donovan e Cisneros, o advogado foi até Cuba e se encontrou pessoalmente com Fidel Castro. Porém algum tempo depois de Donovan conversar com Fidel Castro foram libertados mais de nove mil prisioneiros americanos que estavam presos em Cuba.
Em seus últimos anos, Donovan foi presidente da Pratt Institute. Ele morreu de um ataque cardíaco em 19 de janeiro de 1970 no Hospital Metodista de Nova York. Foi casado com Maria E. McKenna desde 1941. O casal teve um filho e três filhas.

## Representação na Mídia
Em 2015, o episódio da troca entre o espião russo e o piloto americano foi retratado no filme Ponte dos Espiões, dirigido por Steven Spielberg, sendo Donovan interpretado por Tom Hanks.

## Livros
- O processo do Coronel Abel (1964)